# Arpophyllum
Die Gattung Arpophyllum gehört zur Familie der Orchideen (Orchidaceae). Die nur drei Pflanzenarten kommen alle in Mittelamerika vor und wachsen meist epiphytisch oder an Felsen. Aufgrund ihrer schönen Blüten werden sie gelegentlich kultiviert.

## Beschreibung

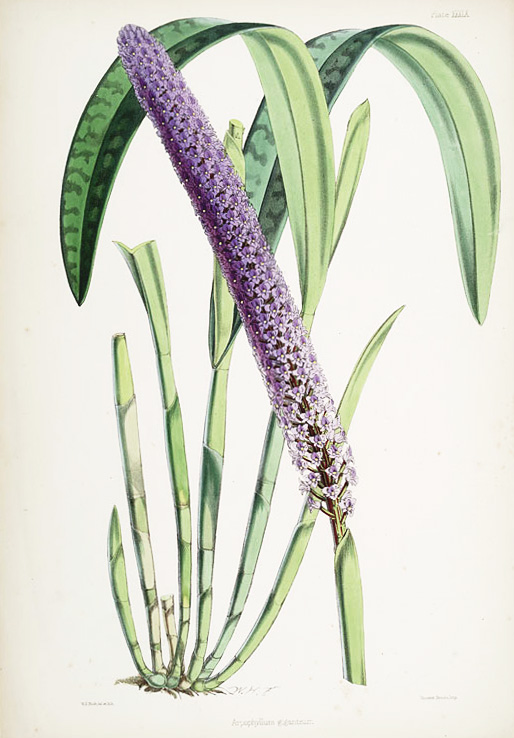
Arpophyllum giganteum
Abbildung in:
R. Warner, B. Williams:
Select Orchidaceous Plants (1862–1865)

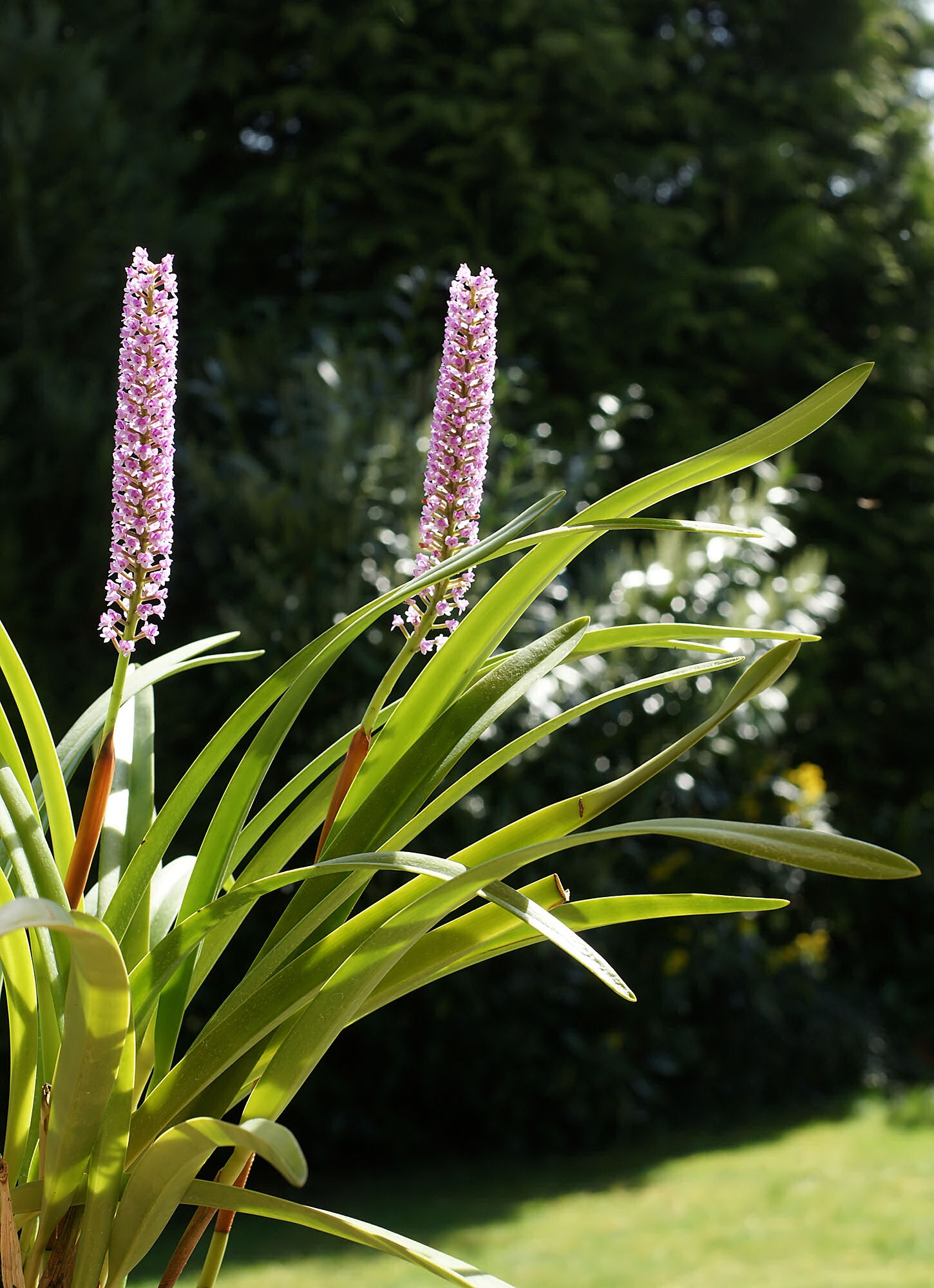
Arpophyllum spicatum

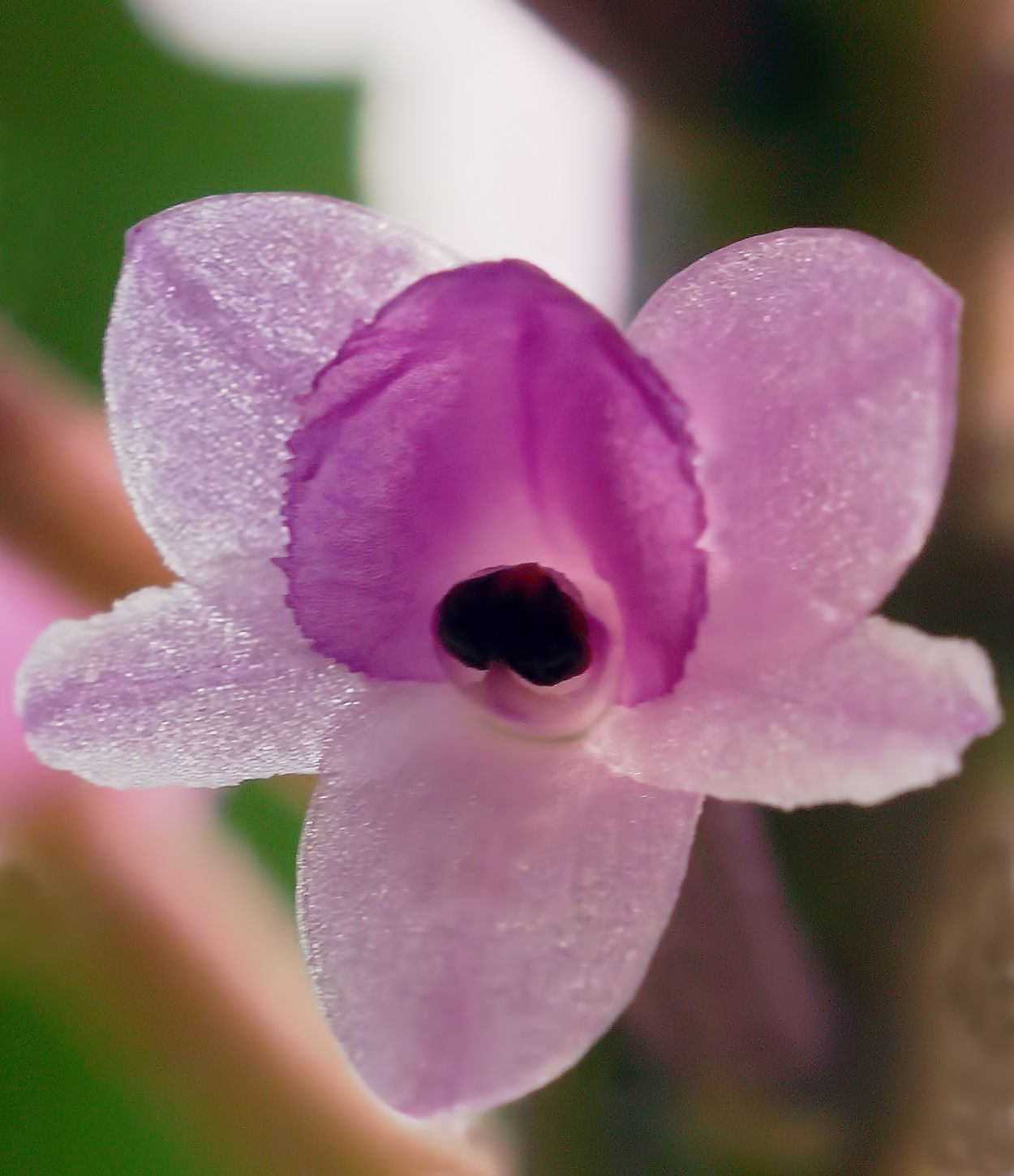
Blüte von Arpophyllum spicatum

### Vegetative Merkmale
Arpophyllum-Arten wachsen als ausdauernde krautige Pflanzen. Alle Arpophyllum-Arten bilden an einem kriechenden Rhizom in kurzem Abstand Sprossachsen. Die Sprossachsen sind bei einer Länge von 10 bis 20 Zentimetern nur leicht spindelförmig verdickt und sie bestehen aus mehreren Internodien. Rhizom und Sprossachse sind von häutigen, trockenen Niederblättern umgeben. Am oberen Ende der Pseudobulben sitzt je ein Laubblatt. Die ledrigen bis fleischigen Laubblätter sind lang, lanzettlich, längs der Mittelrippe gefaltet und oft bogenförmig gekrümmt.

### Generative Merkmale
Der traubige Blütenstand erscheint aus einer großen Blütenscheide am oberen Ende der Pseudobulbe. Er trägt viele, nicht resupinierte, 1 bis 1,5 Zentimeter große Blüten. Die Blütenfarbe ist rosafarben bis purpur-rot. Die Sepalen sind oval, die Petalen sind schmaler. Die Lippe ist ungelappt, am Rand etwas gezähnt, an der Basis sind die Seiten nach oben um die Säule gerollt. Am Grund ist die Lippe für ein kurzes Stück mit der Säule verwachsen und bildet eine kleine sackartige Ausstülpung. Das Staubblatt sitzt am Ende der Säule, es enthält acht ovale Pollinien. Der Fruchtknoten und der Blütenstiel sind mit Drüsen oder schwarzen Schuppen besetzt.

## Ökologie
Die rote Farbe der Blüten und die grau-blaue Farbe der Pollinien lassen Dressler eine Bestäubung durch Kolibris vermuten.

## Standorte
Withner gibt Höhenlagen von 1400 bis 2400 Metern für die verschiedenen Arten an.

## Systematikm botanische Geschichte und Verbreitung
Gattung Arpophyllum wurde 1825 durch Pablo de La Llave und Juan José Martinez de Lexarza in Novorum Vegetabilium Descriptiones, Teil 2, Seite 19 aufgestellt. Die Typusart Arpophyllum spicatum La Llave & Lex. wurde im Jahr 1825 durch Pablo de La Llave und Juan José Martinez de Lexarza: Novorum Vegetabilium Descriptiones Teil 2, Seite 19 erstbeschrieben. Der Gattungsname Arpophyllum setzt sich zusammen aus den altgriechischen Wörtern άρπη harpe für „Sichel“ (poetisch) und  φύλλον phyllon für „Blatt“ und bezieht sich auf die sichelförmig auslaufenden Blätter.
Die Gattung Arpophyllum gehört zur Subtribus Laeliinae der Tribus Epidendreae in der Unterfamilie Epidendroideae. Sie ist in dieser Subtribus eine basale Gruppe und wurde von Dressler aufgrund der Form der Pollinien (oval versus seitlich zusammengedrückt bei den meisten anderen Laeliinae) in eine eigene Subtribus Arpophyllinae gestellt. Die Anatomie der Wurzeln ist typisch für Laeliinae, ein Hinweis, der durch genetische Studien bestätigt wurde.
Die Arten der Gattung Arpophyllum kommen von Mexiko über Zentralamerika bis Kolumbien und Venezuela vor. Arpophyllum jamaicense kommt auf Jamaika vor.
Es gibt drei Arten, von einer gibt es drei Unterarten, in der Gattung Arpophyllum. Die Unterarten alpinum und medium von Arpophyllum giganteum wurden lange als eigenständige Arten geführt, während Dressler argumentiert, dass ein kontinuierliches Spektrum von größeren im Tiefland wachsenden zu kleineren in höheren Lagen wachsenden Pflanzen existiere, was keine Abgrenzung dreier Arten erlaube. Arpophyllum jamaicense wird von Withner 1998 als Synonym zu Arpophyllum giganteum angesehen.
Es gibt etwa drei Arten:
- Arpophyllum giganteum Hartw. ex Lindl.: Es gibt drei Unterarten:
  - Arpophyllum giganteum subsp. alpinum (Lindl.) Dressler: Sie kommt vom südöstlichen Mexiko bis Honduras vor.[1]
  - Arpophyllum giganteum Hartw. ex Lindl. subsp. giganteum (Syn.: Arpophyllum jamaicense Schltr.): Sie kommt von Mexiko bis ins nordwestliche Venezuela und in Jamaika vor.[1]
  - Arpophyllum giganteum subsp. medium (Rchb. f.) Dressler: Sie kommt vom südlichen Mexiko bis Nicaragua vor.[1]
- Arpophyllum laxiflorum Pfitzer: Sie kommt in Mexiko vor.[1]
- Arpophyllum spicatum La Llave & Lex.: Sie kommt von Mexiko bis Costa Rica vor.[1]